# Myōjō

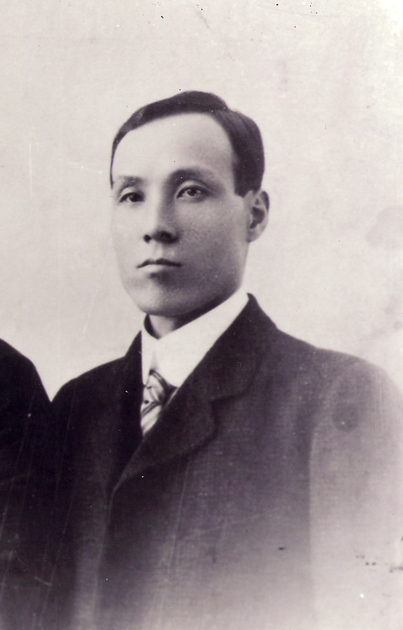
Tekkan Yosano

Myōjō (明星, Myōjō) est une revue de poésie japonaise mensuelle, publiée du mois d'avril 1900 au mois de novembre 1908.

## Historique
Le nom Myōjō peut se traduire alternativement par « Étoile brillante » ou « Étoile matutinale ». La revue est l'organe d'expression d'un cercle poétique appelé Shinshisha (société pour la nouvelle poésie) fondée par Tekkan Yosano en 1899. Myōjō est initialement connue pour le développement et la promotion d'une version modernisée de la poésie tanka à trente et une syllabes. Des contributeurs notoires tels qu'Akiko Yosano y transforment la poésie traditionnelle en lui insufflant un style sensuel en accord avec le courant romantique japonais de l'époque.
Parmi les autres contributeurs importants, on compte Sakutarō Hagiwara, Ishikawa Takuboku, Hōmei Iwano, Hakushū Kitahara, Yonejirō Noguchi, Kinoshita Rigen, Shōshō Chino et Haruo Satō. La revue est dirigée par Mori Ōgai, Bin Ueda et Baba Kocho, Yosano Tekkan occupant la fonction de rédacteur en chef de la publication.
De revue consacrée à la poésie purement tanka, Myōjō se transforme progressivement en une revue sophistiquée de promotion des arts visuels ainsi que de la poésie de style occidental. Myōjō est considéré comme ayant eu une influence déterminante sur le développement de la poésie et de la littérature japonaises au début du XXe siècle.
Outre les publications originales, Myōjō accueille également de nombreuses traductions de poésie européenne. Myōjō est un des vecteurs de l'introduction du symbolisme français au Japon.
Des dissensions internes finissent par entrainer la dissolution du cercle Shinshisha et Myōjō cesse de paraître après son centième numéro. Beaucoup de ses membres originaux participent à la création de la revue Subaru (les Pléiades) qui succède à Myōjō.

## À noter
Dans le huitième numéro de la revue est publié sur deux pages un nu inspiré à l'illustrateur Ichijo Seibi par un tableau français. Cette image fait scandale à la suite de quoi ce huitième numéro est interdit pour immoralité par le ministère japonais des Affaires intérieures. Ichijo prend sur lui la responsabilité du scandale puis est ensuite exclu du cercle des poètes.
Myōjō connaît une renaissance de 1921 à 1927 sous l'égide de Yosano Tekkan, puis après sa mort, de 1947 à 1949.

## Sources
- (de) Cet article est partiellement ou en totalité issu de l’article de Wikipédia en allemand intitulé « Myōjō » (voir la liste des auteurs).